# Toomre-Sequenz
Die Toomre-Sequenz ist eine 1977 von Alar Toomre vorgestellte Reihe von Galaxien, die beispielhaft darstellt, wie sich das Aussehen wechselwirkender und verschmelzender Spiralgalaxien mit dem Fortschreiten des Verschmelzungsprozesses ändert und zunehmend elliptischen Galaxien ähnelt. An ihrem Anfang sind die Ursprungsgalaxien noch deutlich getrennt, während am Ende nur noch ein einziger Galaxienkörper vorhanden ist.

## Galaxien der Toomre-Sequenz
Fortschreitend von frühen zu späteren Verschmelzungsstadien sind die Mitglieder der Toomre-Sequenz:
- NGC 4038/NGC 4039
- NGC 4676
- NGC 7592
- NGC 7764A
- NGC 6621/NGC 6622
- NGC 3509
- NGC 520
- NGC 2623
- NGC 3256
- NGC 3921
- NGC 7252